# بلوار مون‌مارت در بهار
بلوار مون‌مارت در بهار (انگلیسی: Le Boulevard de Montmartre, Matinée de Printemps) یک نقاشی رنگ روغن بر روی بوم اثر هنرمند امپرسیونیست فرانسوی کامی پیسارو است که در سال ۱۸۹۷ طرح گردید. ابعاد این نقاشی پیسارو (۶۵ × ۸۱) می‌باشد

## تاریخچه
در سال ۱۹۲۳ در مجموعهٔ ای از کلکسیونر و صنعتگر یهودی آلمانی به نام ماکس سیلبربرگ قرار داشت که حزب نازی مجبورش کرد آن را به همراه همهٔ تابلوهایش در سال ۱۹۳۵ بفروشد اما در سال ۲۰۰۰ میلادی این نقاشی پیسارو مجدداً به خانواده و بازماندگان سیلبربرگ بازگردانده شد.
سیلبربرگ، مالک اولیهٔ تابلو به غیر از این اثر کارهای هنرمندان دیگر از جمله ادوارد مانه، کلود مونه، رنوار و ونگوگ را هم داشت، مجموعهٔ جمع‌آوری شده توسط وی یکی از ناب‌ترین مجموعه آثار قرن نوزدهم و بیستم میلادی بود که پیش از جنگ جهانی دوم کسی توانسته بود جمع‌آوری کند، سیلبربرگ و همسرش، فرجام خوشایندی نداشتند چرا که بعدها در اردوگاه آشویتس و توسط نازی‌ها کشته شدند

## حراج ساتبیز
تابلوی بلوار مون‌مارت در بهار به مبلغ ۱۹ میلیون و ۹۰۰ هزار پوند معادل حدود ۳۲ میلیون دلار در حراج ساتبیز چکش خورد، قیمت اولیهٔ این تابلو بین ۷ تا ۱۰ میلیون قیمت گذاری شده بود، همچنین برای اولین بار بود که این تابلو به حراج گذاشته می‌شد. این مبلغ پرداختی تقریباً ۵ برابر رقم قبلی فروش تابلویی این هنرمند بود، این مؤسسه تابلوی موصوف را یکی از بزرگترین آثار امپرسیونیسم توصیف کرد که در طول دههٔ گذشته در این مؤسسه به حراج گذاشته شد، تابلوی قبلی پیسارو که در سال ۲۰۰۹ به حراج گذاشته شده بود، ۴ میلیون و ۳۰۰ هزار پوند فروخته شده بود. به همین دلیل رسیدن قیمت تابلوی بلوار مون‌مارت در بهار به حدود ۲۰ میلیون پوند باعث تعجب شده بود، بنا بر ادعای یکی از مدیران ساتبیز، داستان این تابلو تأثیر مستقیمی در فروش آن داشت.

## واژگان
1. ↑  Camille Pissarro
2. ↑  Max Silberberg
3. ↑  Nazi Party
4. ↑  Édouard Manet
5. ↑  Claude Monet
6. ↑  Pierre-Auguste Renoir
7. ↑  Vincent van Gogh
8. ↑  Auschwitz concentration camp
9. ↑  Nazi Germany